# Baranowo (gmina Bezdany)
Baranowo (lit. Baronai) − wieś na Litwie, w rejonie wileńskim, 3 km na zachód od Bezdanów, zamieszkana przez 21 ludzi. Przed II wojną światową w Polsce, w powiecie wileńsko-trockim województwa wileńskiego.